# Erik Tammer
Erik Tammer (né le 29 juin 1969 à Utrecht aux Pays-Bas) est un joueur de football néerlandais, qui jouait au poste d'attaquant.
Il a terminé meilleur buteur du championnat des Pays-Bas D2 lors de la saison 1991-92 avec 33 buts.